# نحريت (رماة)
'

تعديل مصدري - تعديل

نحريت هي إحدى قرى عزلة رماة بمديرية رماة التابعة لمحافظة حضرموت، بلغ تعداد سكانها 117 نسمة حسب تعداد اليمن لعام 2004.